# Pierre de Portugal (1187-1258)
Pour les articles homonymes, voir Pierre de Portugal.
Pierre de Portugal, (Coimbra, 23 février 1187-Mallorca, 2 juin 1258), infant de Portugal, comte consort d'Urgell (1229-1231) puis comte titulaire d'Urgell (1231-1236) et seigneur de Majorque (1231-1258) est un prince capétien portugais du XIIIe siècle. 

## Biographie
Fils du roi Sanche Ier de Portugal et de son épouse Douce, fille de Raimond-Bérenger IV, comte de Barcelone et de la reine Pétronille d'Aragon, Pierre rentre assez tôt en conflit avec son frère aîné, le roi Alphonse II de Portugal. Dans les années 1220, il entre au service du souverain marocain al-Mustansir comme chef de sa milice chrétienne. Cette connaissance de la société islamique lui est précieuse tout au long de sa vie. 
Par la suite il vient auprès de son cousin le roi Jacques Ier d'Aragon, qui lui donne en mariage en 1229 la comtesse d'Urgell Aurembiaix. Pierre hérite du comté à la mort de cette dernière en 1231. Il conclut alors un accord avec le roi Jacques, échangeant le comté d'Urgell avec la seigneurie de Majorque. Jusqu'en 1244, il s'occupe de sa seigneurie, nouant des relations avec les souverains musulmans d'Afrique du Nord. À partir de cette date, il échange sa seigneurie de Majorque avec des seigneuries situées dans le royaume de Valence. Il retourne ensuite en Portugal pour soutenir le nouveau roi Alphonse III, puis participe à la prise de Séville par les armées castillanes. Il est sans doute à cette époque en froid avec le roi Jacques d'Aragon, qui le prive de ses terres valenciennes. Toutefois en 1254, il échange à nouveau ces terres contre la seigneurie de Majorque où il meurt en 1258, laissant l'île au roi.